# Anoplosnastus
Anoplosnastus is een geslacht van halfvleugeligen uit de familie schuimcicaden (Cercopidae). De wetenschappelijke naam van dit geslacht is voor het eerst geldig gepubliceerd in 1910 door Schmidt.

## Soorten
Het geslacht Anoplosnastus omvat de volgende soorten:
- Anoplosnastus jacobii (Schmidt, 1909)
- Anoplosnastus jucundus (Jacobi, 1905)